# Hohnstorf/Elbe
Hohnstorf település Németországban, azon belül Alsó-Szászország tartományban. Lakosainak száma 2367 fő (2023. december 31.).

## Népesség
A település népességének változása:
| Lakosok száma | 2457 | 2413 | 2396 | 2367 | 2400 | 2367 |
|               | 2016 | 2017 | 2019 | 2021 | 2022 | 2023 |